# Croatá
Croatá là một đô thị thuộc bang Ceará, Brasil. Đô thị này có diện tích 700,356 km², dân số năm 2007 là 17306 người, mật độ 24,71 người/km².